# Ian Brown (velista)
Ian Warwick Brown (4 aprile 1954) è un ex velista australiano, vincitore della medaglia di bronzo nel 470 ai Giochi olimpici di Montréal 1976 insieme a Ian Ruff.
Successivamente venne scelto anche per i Giochi di Mosca 1980, ma non poté partecipare a causa del boicottaggio, mentre a quelli successivi di Los Angeles 1984 venne convocato solo in ruolo di riserva.
Nel 1988 partecipò invece in veste di coach per le imbarcazioni di classe Star e Flying Dutchman, mentre nel 1992, oltre ad allenatore, fu anche riserva.
Nei successivi anni ha assistito anche velisti di Gran Bretagna, Nuova Zelanda, Bermuda e Bahamas e, nel 2000, ha collaborato con la federazione danese.

## Palmarès
- Giochi olimpici

Montréal 1976: bronzo nel 470.